# منتخب الهند تحت 17 سنة لكرة القدم
منتخب الهند تحت 17 سنة لكرة القدم (بالإنجليزية: India national under-17 football team)‏، هي منتخب قومي لكرة القدم لمن يلعب تحت سن 17 سنة في الهند، لعبت لبطولة كأس آسيا تحت 17 سنة 7 مرات، وأعلى نتيجة حققها الهند هي وصولها لربع النهائي سنة 2002م في الإمارات، وتأهلت الهند لنهائيات كأس العالم تحت سن 17 سنة كونها مستضيفة البطولة، كما حققت اللقب للمرة الأولى لبطولة جنوب آسيا تحت 17 سنة.